# Hercegovina
|  | Aquest article tracta sobre la regió històrica. Vegeu-ne altres significats a «Bòsnia i Hercegovina». |

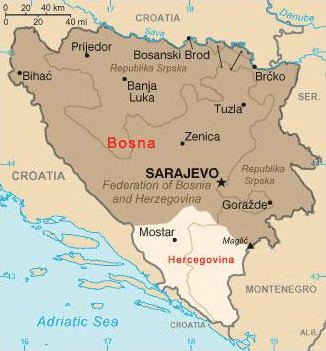
Límits aproximats entre Bòsnia (fosc) i Hercegovina (clar)
Nota: No existeixen límits oficials entre Bòsnia i Hercegovina.

Hercegovina (Херцеговина/Hercegovina) és una regió històrica dels Alps Dinàrics que en l'actualitat ocupa la meitat meridional de Bòsnia i Hercegovina. La major part del seu territori és càrstic, excepte la vall central del riu Neretva. La ciutat més gran és Mostar, situada en el centre de la regió. Altres ciutats importants són Trebinje, Konjic i Foča. La frontera entre Bòsnia i Hercegovina no està ben definida i és sovint motiu de disputes.
A Hercegovina hi ha una important comunitat sèrbia.